# Short Songs
Short Songs – szósty album studyjny kanadyjskiej grupy Silverstein, wydany 7 lutego 2012 nakładem Hopeless Records.

## Utwory
Zestaw 1
1. „Sick as Your Secrets” – 1:08
2. „Sin & Redemption” – 1:09
3. „SOS” – 1:36
4. „Brookfield” – 1:30
5. „La Marseillaise” – 0:48
6. „World on Fire” – 1:24
7. „Sleep Around” – 1:19
8. „My Miserable Life” – 0:28
9. „Truth & Temptation” – 0:44
10. „One Last Dance” – 1:26
11. „See Ya Bill” – 0:06

Zestaw 2
12. „Short Songs” (cover Dead Kennedys) – 0:24
13. „236 E. Broadway” cover Gob) – 1:20
14. „Good Intentions” (cover Gorilla Biscuits) – 0:26
15. „Destination: Blood!”" (cover Orchid) – 1:08
16. „Coffee Mug” (cover Descendents) – 0:33
17. „xOn Our Kneesx” (cover The Swarm) – 0:24
18. „Scenes from Parisian Life” (cover The Promise Ring) – 1:21
19. „It's My Job to Keep Punk Rock Elite” (cover NOFX) – 1:24
20. „Quit Your Job” (cover Chixdiggit) – 0:23
21. „The Ballad of Wilhelm Fink” (cover Green Day) – 0:33
22. „You Gotta Stay Positive” (cover Good Clean Fun) – 0:05

## Twórcy
Skład zespołu
- Shane Told – śpiew, teksty wszystkich utworów poza 5 i 11
- Josh Bradford – gitara rytmiczna, tekst utworu 11
- Neil Boshart – gitara prowadząca, dodatkowy śpiew, muzyka utworów 1, 4-6, 8, 12
- Paul Koehler – perkusja
- Billy Hamilton – gitara basowa, dodatkowy śpiew

Inni zaangażowani
- Mike Ski – oprawa graficzna, układ
- Claude Joseph Rouget de Lisle – tekst utworu 5
- Troy Glessner – mastering
- Jordan Valeriote – produkcja, inżynieria, miksowanie

## Opis
Album promowały teledyski do utworów „Brookfield” (2012, reż. Josh Bradford), „SOS” (2012, reż. Josh Bradford).
Płyta stanowi album koncepcyjny z uwagi na przyjętą prawidłość krótkich czasowo utworów, zarówno autorskich grupy jak i interpretacji nagrań innych twórców.